# Heroldsberg

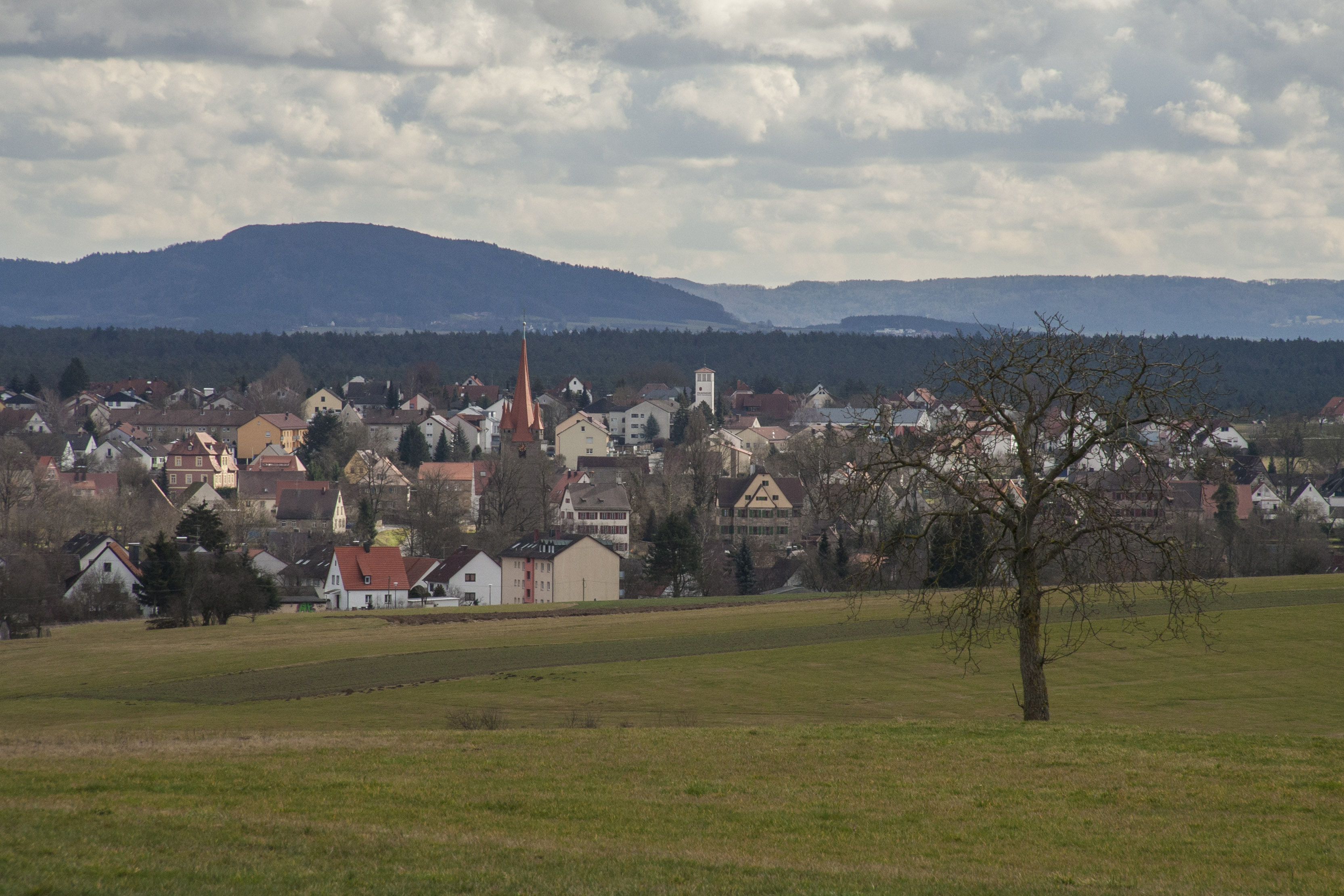
Heroldsberg, Ortsansicht von Westen (2014)

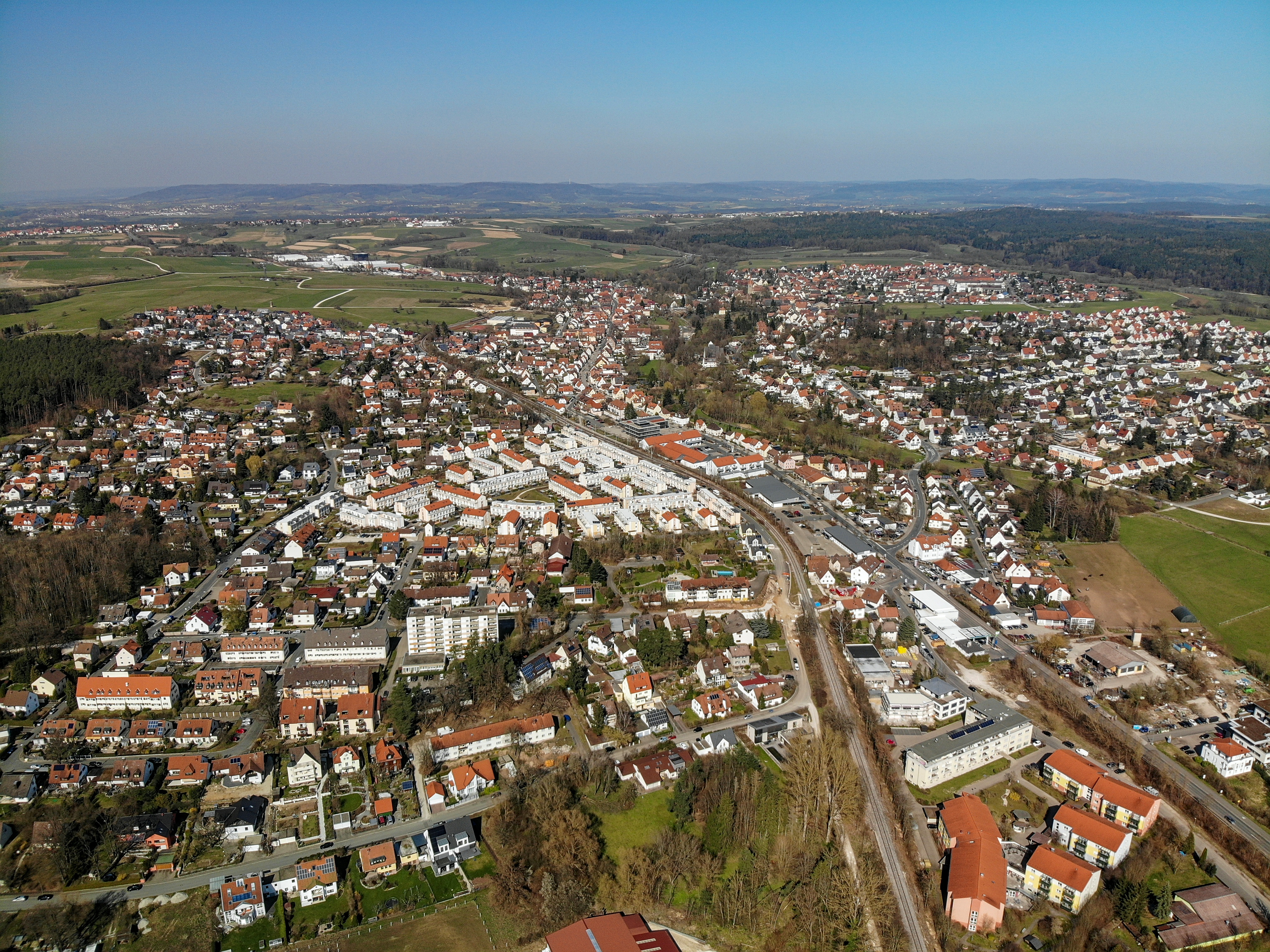
Heroldsberg, Luftaufnahme von Süden (2020)

Heroldsberg (fränkisch: Herldsbärch) ist ein Markt im mittelfränkischen Landkreis Erlangen-Höchstadt und liegt elf Kilometer nordöstlich von Nürnberg und 23 Kilometer östlich von Erlangen an der Bundesstraße 2 und der Gräfenbergbahn.

## Geographie

### Geographische Lage
Der Ort, der beachtliche Höhenunterschiede aufweist, liegt im Sebalder Reichswald. Die Gründlach, ein Nebenfluss der Regnitz, führt durch den Ort, an dessen Südende die Simmelberger Gründlach zufließt.

### Gemeindegliederung
Heroldsberg hat fünf Gemeindeteile (in Klammern ist der Siedlungstyp angegeben):
- Großgeschaidt (Dorf)
- Heroldsberg (Hauptort)
- Hundsmühle (Einöde)
- Johannisthal (Einöde)
- Kleingeschaidt (Dorf)

Der Weiler Stettenberg am Ende des Stettenberger Wegs gehört zur Nachbargemeinde Kalchreuth.
Es gibt die Gemarkungen, Großgeschaidt, Heroldsberg (nur Gemarkungsteil 0), Kleingeschaidt und Geschaidt (nur Gemarkungsteil 0). Die Gemarkung Heroldsberg hat eine Fläche von 7,269 km². Sie ist in 5061 Flurstücke aufgeteilt, die eine durchschnittliche Flurstücksfläche von 1436,19 m² haben. In ihr liegt neben dem namensgebenden Ort der Gemeindeteil Hundsmühle und die Siedlungsteile am Stettenberger Weg. Zwei etwa sieben Hektar große Teilflächen der Gemarkung Geschaidt liegen als Exklaven im gemeindefreien Gebiet Geschaidt.

### Nachbargemeinden
Nachbargemeinden sind – im Norden beginnend und im Uhrzeigersinn – Eckental, Lauf an der Pegnitz, Nürnberg und Kalchreuth.

## Geschichte

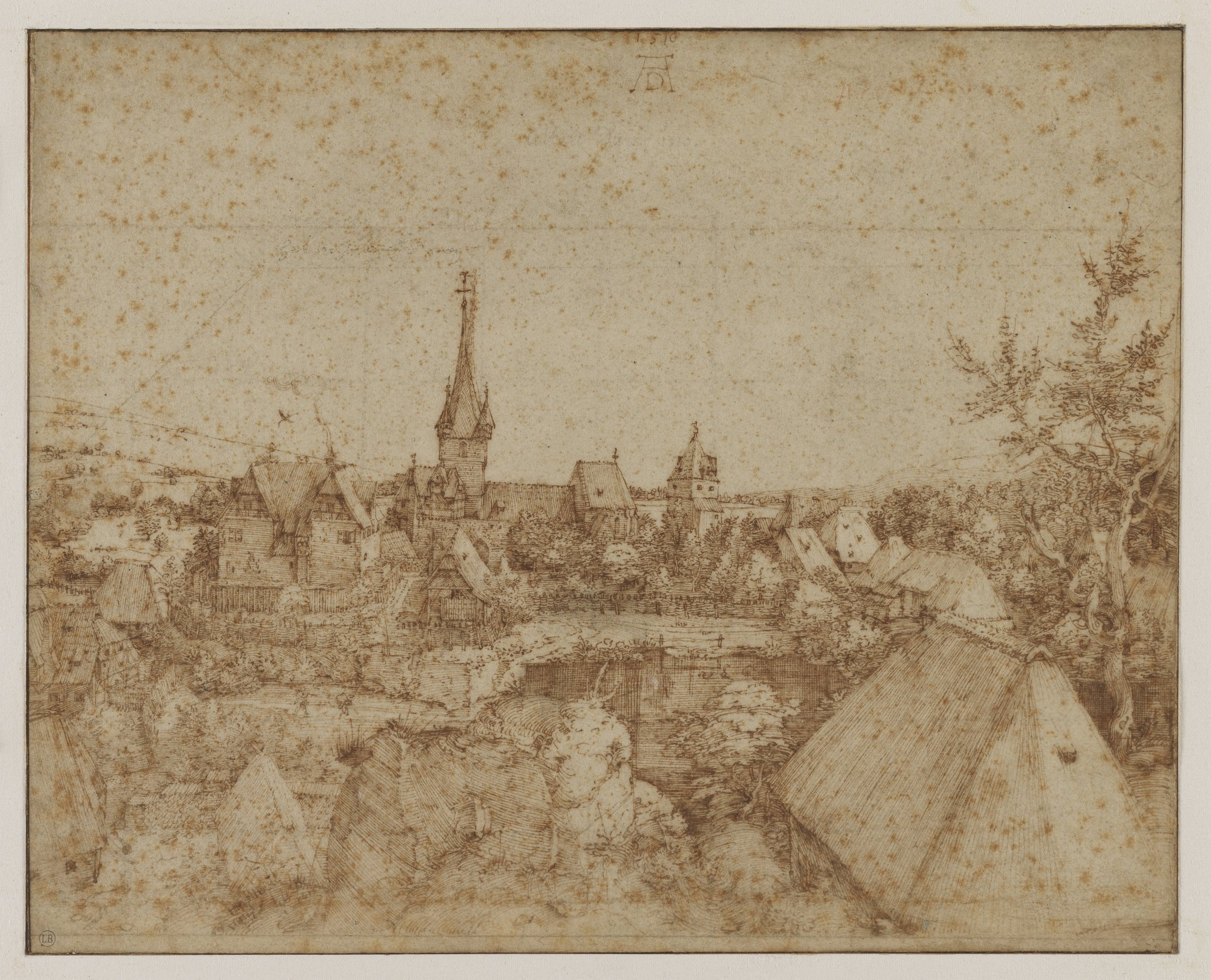
Albrecht Dürer: Das Kirchdorf, Heroldsberg 1510 (vorn links das Rote Schloss)

Der Ort wurde 1225 als „Heroltsperge“ erstmals urkundlich erwähnt, bei der Urkunde könnte es sich jedoch um eine Fälschung handeln. Der erste gesicherte Beleg stammt aus dem Jahr 1295. Das Bestimmungswort des ursprünglichen Burgnamens ist der Personenname Herolt, Herold. Die Ursprünge des Ortes gehen in das 11. Jahrhundert zurück. Das Amt Heroldsberg diente unter den Kaisern der Verwaltung umfangreichen Reichsguts. Es kam ab 1391 für mehr als 400 Jahre in den Besitz des Nürnberger Patriziergeschlechtes der Geuder von Heroldsberg. Die Geuder errichteten dort vier Schlösser, die heute noch zusammen mit der ehemaligen Wehrkirche im Ortsbild markant auffallen: Das Grüne Schloss entstand an der Stelle der ursprünglichen Burg, das Weiße Schloss 1471 daneben, das Rote Schloss 1489 und das Gelbe Schloss 1580. Bauherr des Roten Schlosses war der Ratsherr und Reichsschultheiß Martin Geuder (1455–1532), ein Freund Albrecht Dürers, welcher bei einem Besuch in Heroldsberg 1510 die Federzeichnung Das Kirchdorf anfertigte, die älteste bildliche Darstellung des Ortes, auf der im Vordergrund der Neubau zu sehen ist und dahinter der historische Ortskern mit dem Grünen Schloss.
Das Rittergut der Freiherren Geuder von Heroldsberg (Rabenstein) wurde 1796 zusammen mit den umliegenden Besitzungen der Freien Reichsstadt Nürnberg durch Preußen sequestriert. Im Frieden von Tilsit 1807 kam es mit dem preußischen Fürstentum Ansbach-Bayreuth zu Frankreich. Mit dem Pariser Vertrag von 1810 kam der Ort von Frankreich an Bayern.
Von den vier Geuder-Schlössern wurden 1928 das Weiße Schloss und 1957 das Gelbe Schloss verkauft; das Grüne oder Rabensteiner Schloss (Kirchenweg 8) wurde bis zu deren Aussterben 1963 von der Rabensteiner Linie der Freiherren Geuder von Heroldsberg bewohnt und 1977 verkauft; das Rote Schloss ist bis heute im Besitz der Geuder-Nachfahren Familie Brunel-Geuder.

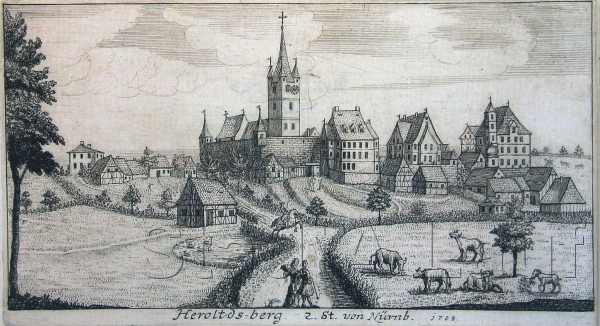
Heroldsberg 1708
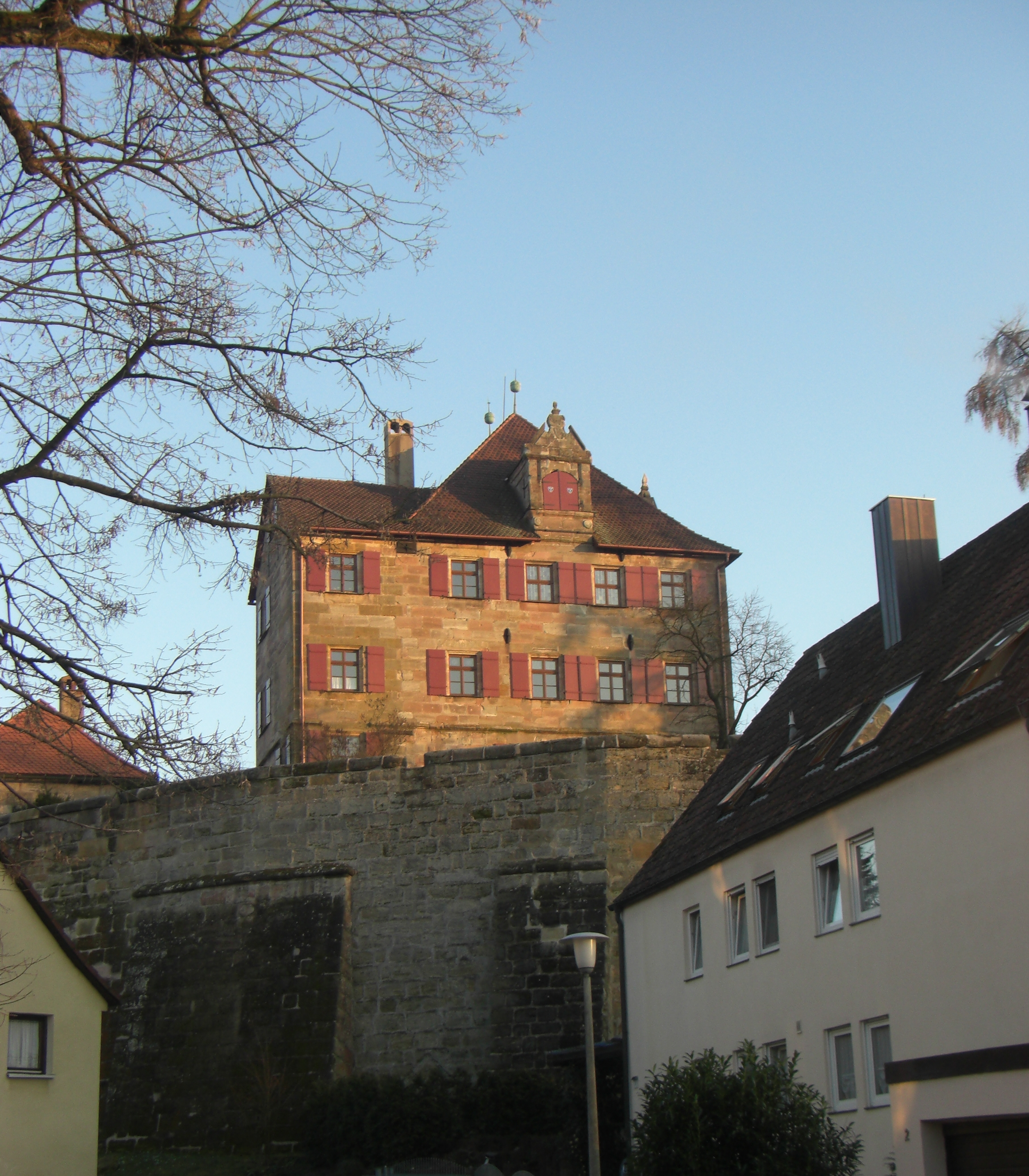
Das Rote Schloss
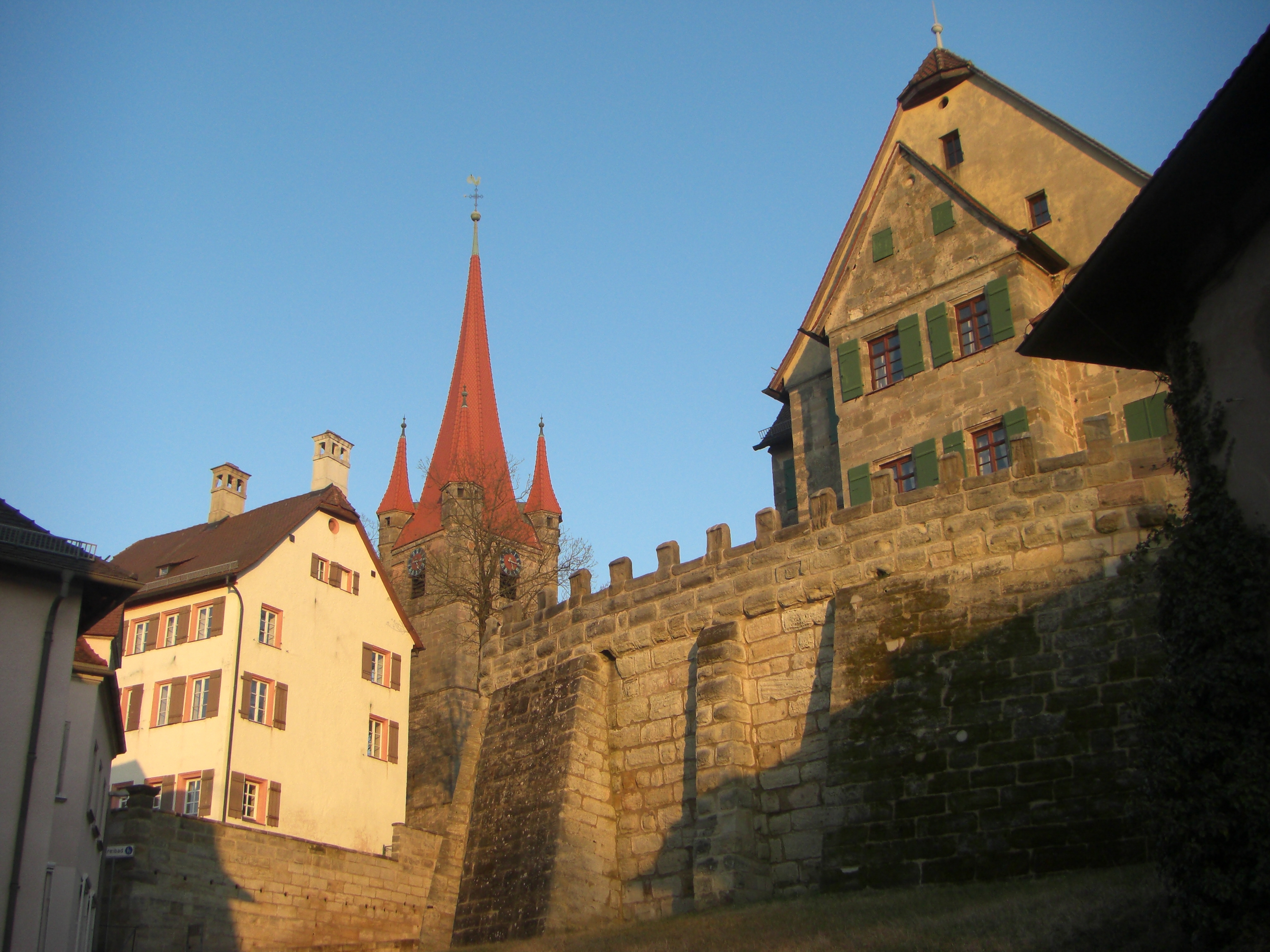
Das Weiße Schloss und das Grüne Schloss
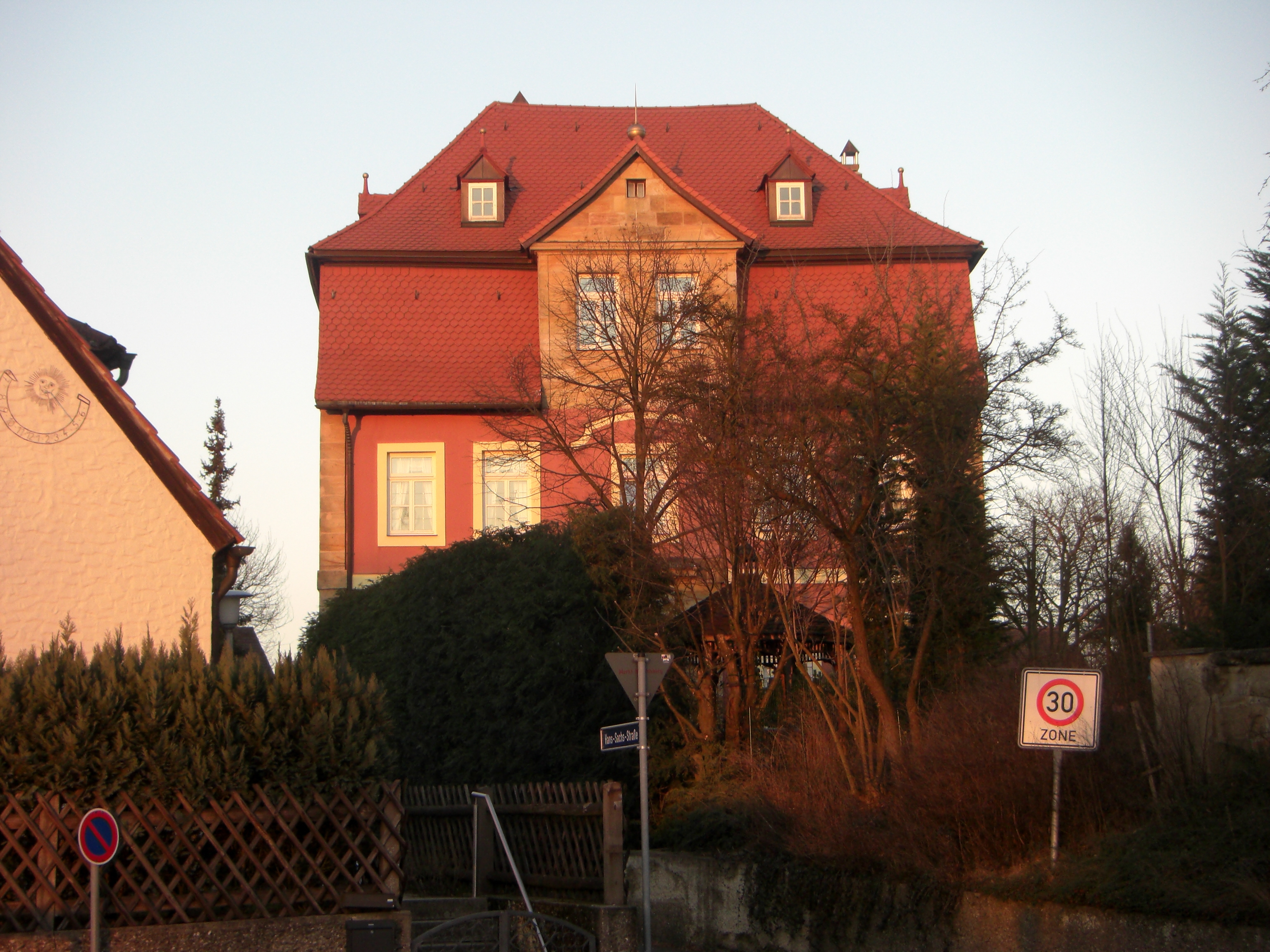
Das Gelbe Schloss

Von 1797 bis 1810 unterstand der Ort dem Justiz- und Kammeramt Erlangen. Im Rahmen des Gemeindeedikts  wurde 1813 der Steuerdistrikt und die Ruralgemeinde Heroldsberg gebildet, zu der bzw. zu dem die Hundsmühle gehörte. Sie war in Verwaltung und Gerichtsbarkeit dem Landgericht Erlangen zugeordnet (ab 1818 Gerichtsbarkeit an das Kreis- und Stadtgericht Erlangen abgetreten) und in der Finanzverwaltung dem Rentamt Erlangen (1919 in Finanzamt Erlangen umbenannt). Ab 1862 gehörte Heroldsberg zum Bezirksamt Erlangen (1939 in Landkreis Erlangen umbenannt). Die Gerichtsbarkeit lag beim im gleichen Jahr gebildeten Stadt- und Landgericht Erlangen (1879 in das Amtsgericht Erlangen umgewandelt). Die Gemeinde hatte 1964 eine Gebietsfläche von 7,217 km².
1837 fand der Nürnberger Arzt Johann Friedrich Engelhardt in der Nähe von Heroldsberg den ersten Dinosaurier Deutschlands und schickte die Knochen zur Untersuchung an den Frankfurter Wirbeltier-Paläontologen Hermann von Meyer. Meyer bezeichnete den Saurier als Plateosaurus Engelhardti.
Seit den 1970er Jahren verzeichnete Heroldsberg einen stetige Einwohnerzuzug. Neuste städtebauliche Entwicklungen ist die Siedlung SunnySide auf dem ehemaligen Firmengelände der Vereinigten Papierwerke.

### Eingemeindungen
Am 1. Mai 1978 wurden die Gemeinden Großgeschaidt und Kleingeschaidt anlässlich der Gebietsreform eingegliedert.

### Einwohnerentwicklung
Gemeinde Heroldsberg
| Jahr      | 1818   | 1840   | 1852   | 1861   | 1867   | 1871   | 1875   | 1880   | 1885   | 1890   | 1895   | 1900   | 1905   | 1910   | 1919   | 1925   | 1933   | 1939   |  |
| --------- | ------ | ------ | ------ | ------ | ------ | ------ | ------ | ------ | ------ | ------ | ------ | ------ | ------ | ------ | ------ | ------ | ------ | ------ |  |
| Einwohner | 903    | 1005   | 976    | 939    | 980    | 1004   | 963    | 996    | 1019   | 941    | 930    | 953    | 990    | 1247   | 1313   | 1506   | 1932   | 2518   |  |
| Häuser    | 147    | 132    |        |        |        | 148    |        |        | 162    | 158    |        | 160    |        |        |        | 244    |        |        |  |
| Quelle    | [ 12 ] | [ 18 ] | [ 19 ] | [ 20 ] | [ 21 ] | [ 22 ] | [ 23 ] | [ 24 ] | [ 25 ] | [ 26 ] | [ 19 ] | [ 27 ] | [ 19 ] | [ 28 ] | [ 19 ] | [ 29 ] | [ 19 ] | [ 19 ] |  |
|           |        |        |        |        |        |        |        |        |        |        |        |        |        |        |        |        |        |        |  |
| Jahr      | 1946   | 1950   | 1961   | 1970   | 1987   | 2008   | 2013   | 2017   | 2021   |        |        |        |        |        |        |        |        |        |  |
| Einwohner | 3513   | 3813   | 4648   | 5681   | 6345   | 7656   | 8365   | 8470   | 8485   |        |        |        |        |        |        |        |        |        |  |
| Häuser    |        | 439    | 744    |        | 1628   |        |        | 2524   | 2570   |        |        |        |        |        |        |        |        |        |  |
| Quelle    | [ 19 ] | [ 30 ] | [ 13 ] | [ 31 ] | [ 32 ] | [ 33 ] | [ 33 ] | [ 33 ] | [ 34 ] |        |        |        |        |        |        |        |        |        |  |

Ort Heroldsberg
| Jahr      | 1818   | 1840   | 1861   | 1871   | 1885   | 1900   | 1925   | 1950   | 1961   | 1970   | 1987   |
| --------- | ------ | ------ | ------ | ------ | ------ | ------ | ------ | ------ | ------ | ------ | ------ |
| Einwohner | 891    | 996    | 924    | 991    | 1007   | 935    | 1495   | 3788   | 4631   | 5665   | 5569   |
| Häuser    | 145    | 130    |        |        | 160    | 156    | 242    | 437    | 742    |        | 1409   |
| Quelle    | [ 12 ] | [ 18 ] | [ 20 ] | [ 22 ] | [ 25 ] | [ 27 ] | [ 29 ] | [ 30 ] | [ 13 ] | [ 31 ] | [ 32 ] |

## Politik

### Marktgemeinderat
Die Kommunalwahlen führten zu folgenden Sitzverteilungen im Marktgemeinderat:
|      | CSU | SPD | Freie Wähler | Grüne | FDP | GUB | Gesamt |
| 2002 | 6   | 7   | 3            | 2     | 2   | -   | 20     |
| 2008 | 6   | 6   | 3            | 2     | 3   | -   | 20     |
| 2014 | 6   | 6   | 3            | 2     | 1   | 2   | 20     |
| 2020 | 6   | 5   | 3            | 4     | 1   | 1   | 20     |

### Bürgermeister
Bürgermeister ist seit 1. Mai 2020 Jan König (CSU). Er setzte sich in der Stichwahl gegen den SPD-Kandidaten Hubert Selzle durch. König folgt auf Johannes Schalwig (CSU), der von 2008 bis 2020 das Amt innehatte. Er folgte auf Bürgermeisterin Melitta Schön (SPD).

### Wappen und Flagge
Wappen
| Wappen von Heroldsberg | Blasonierung: „In Blau zwischen drei zwei zu eins gestellten, silbernen Sternen ein herschauender, rot gezungter goldener Löwenkopf.“ |
| Wappen von Heroldsberg | Wappenbegründung: Die drei Sterne sind dem Wappen der Nürnberger Patrizierfamilie Geuder entnommen. Der Löwe weist vermutlich auf den Verleiher König Sigismund und ist damit der böhmische Löwe, auch wenn in etwas ungewohnter Ansicht. Heroldsberg führt seit 1417 ein Wappen. |

Flagge
Die Gemeindeflagge ist gelb-blau.

### Gemeindepartnerschaften
- Italien: Seit 1996 mit Taio (seit 2015 Ortsteil der Gemeinde Predaia) im Trentino
- Ungarn: Seit 2007 mit der Kleinstadt Bóly.

## Kultur und Bildung

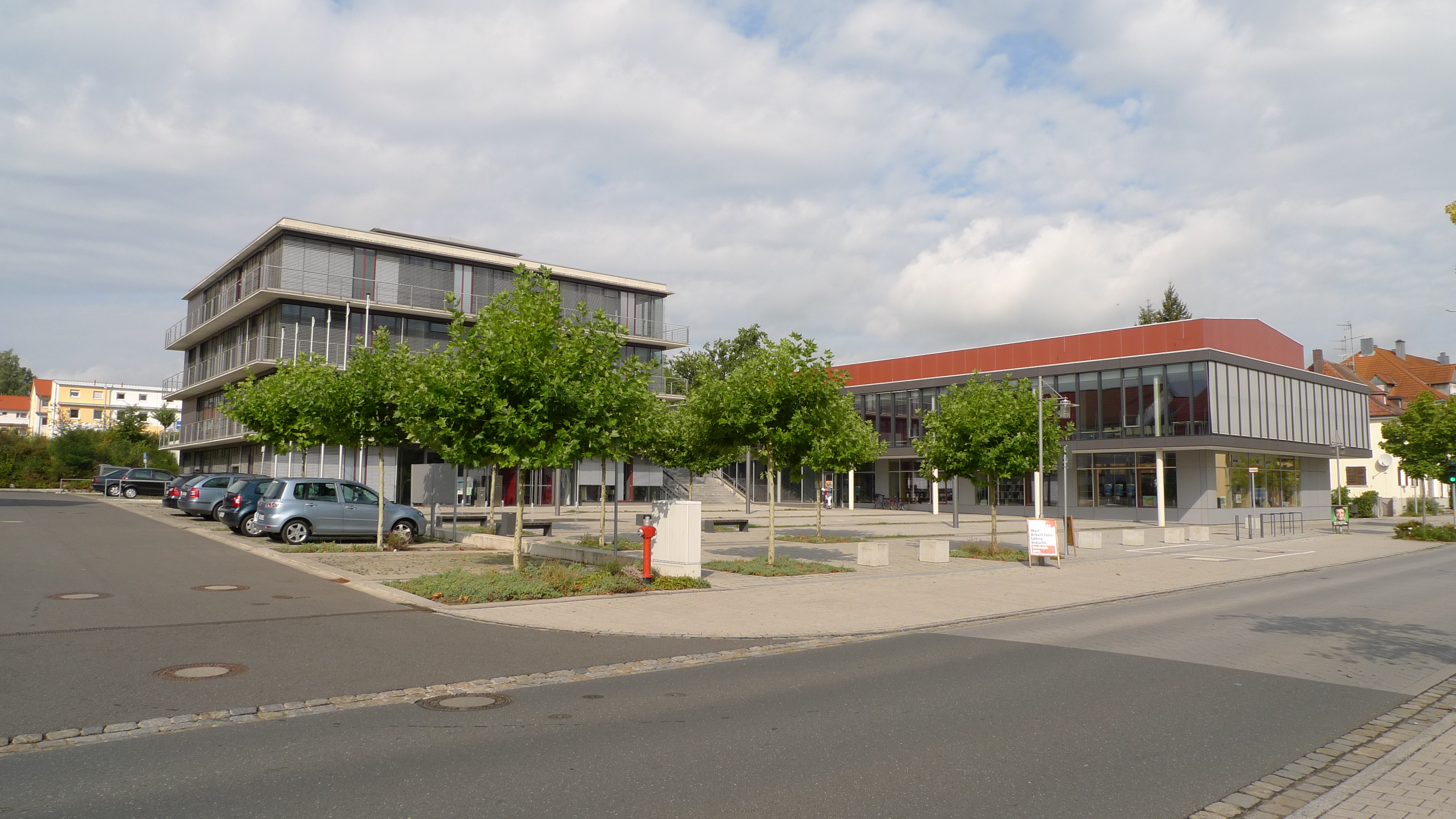
Rathaus

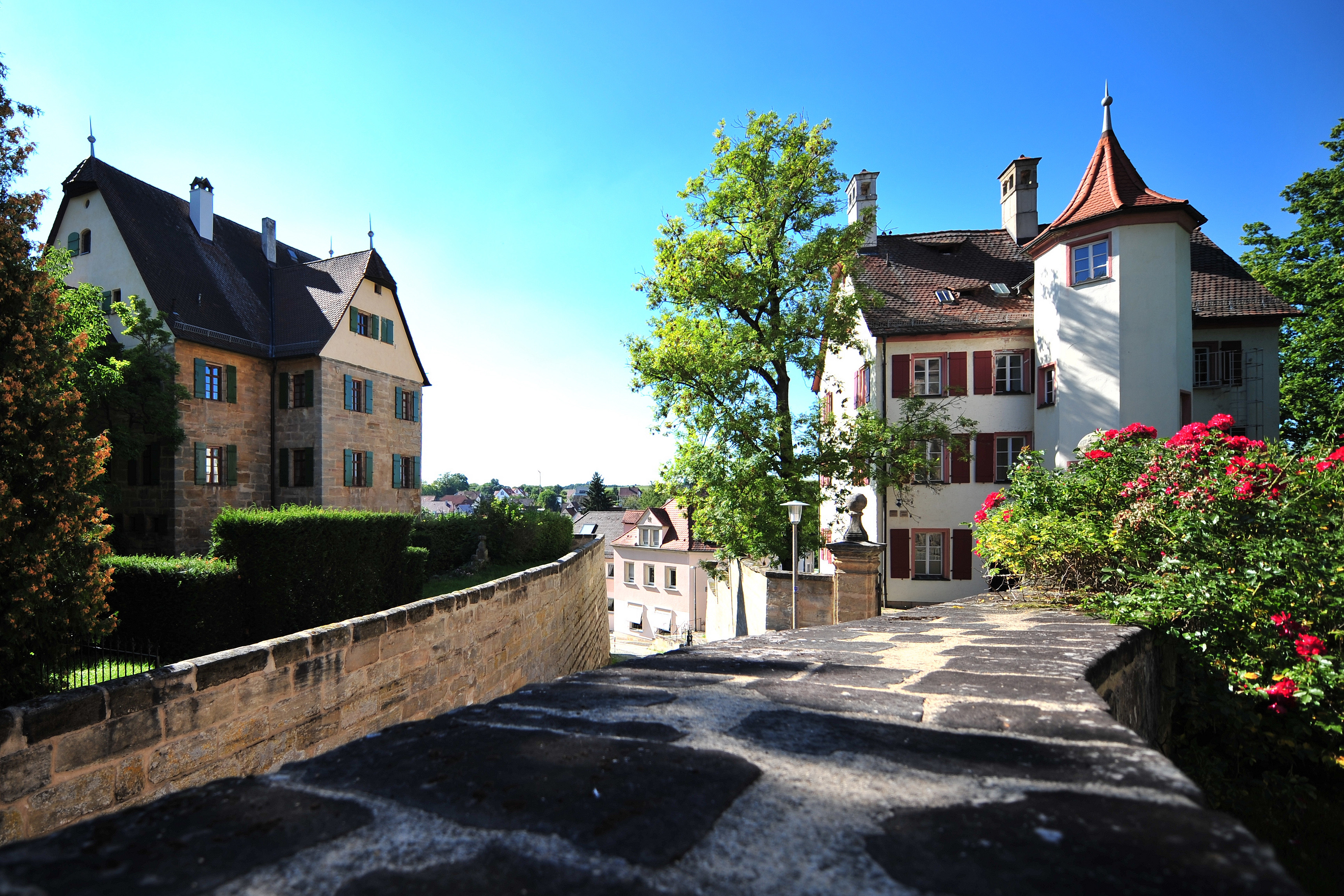
Grünes und Weißes Schloss (2013)

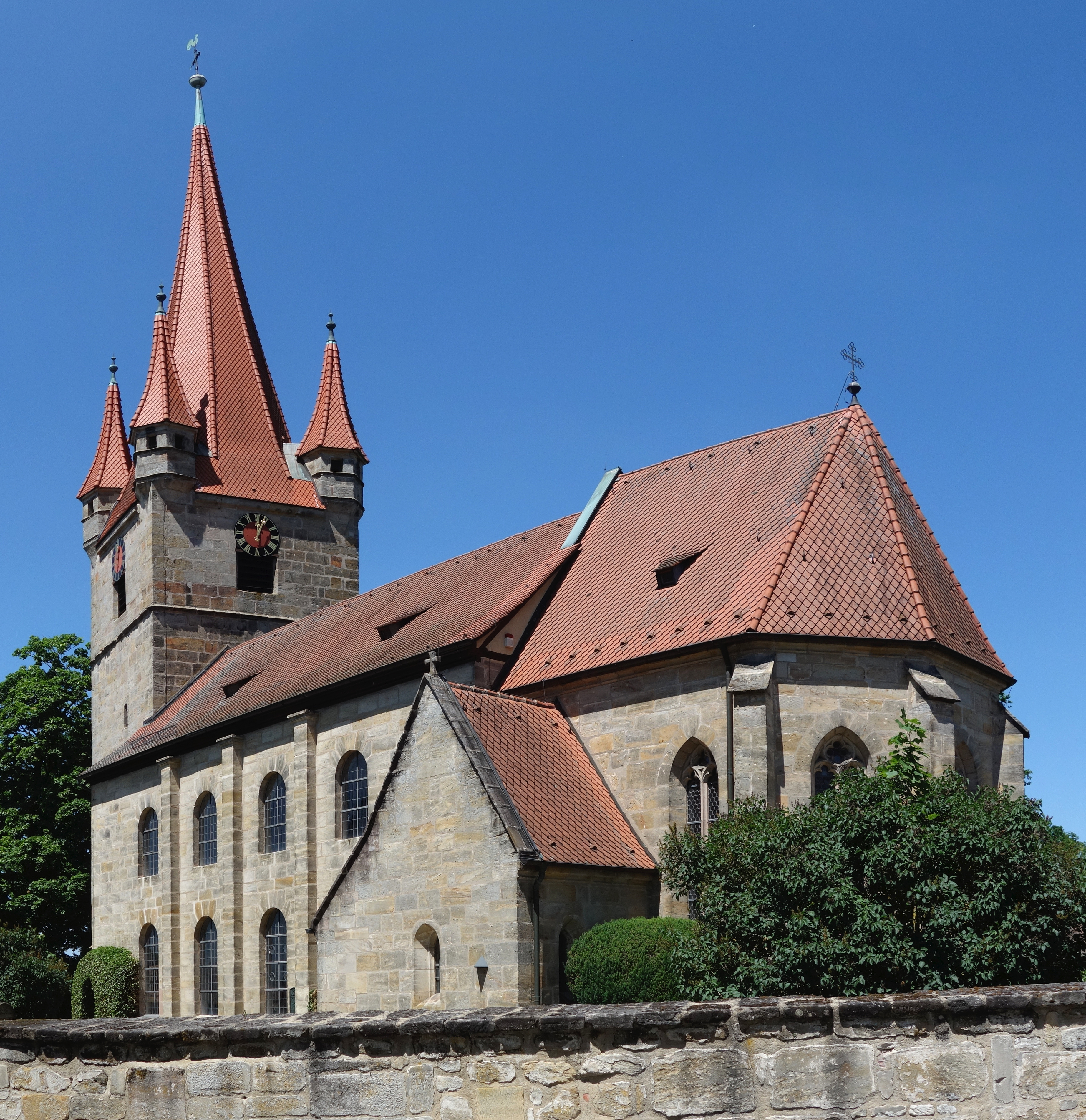
St.-Matthäus-Kirche (25. Juni 2023)

### Baudenkmäler
Die evangelische St.-Matthäus-Kirche und die vier Schlösser bilden ein bedeutendes Denkmalensemble. Genannt werden die Schlösser nach der heute teilweise geänderten Farbe der Fensterläden: Das Gelbe Schloss (1957 von den Geuder verkauft, dann im Besitz des Verlegers Karl Borromäus Glock, heute im Besitz einer Nürnberger Familie befindlich) liegt an der Hans-Sachs-Straße. Direkt an der St.-Matthäus-Kirche liegt das (im Gemeindebesitz befindliche) Weiße Schloss. Es wurde bis 2005 als Rathaus der Gemeinde genutzt und danach bis 2016 grundlegend saniert. Es beinhaltet nun ein Museum zur Ortsgeschichte und zur Patrizierfamilie Geuder von Heroldsberg, eine Sammlung von Werken des fränkischen Künstlers Fritz Griebel sowie Wechselausstellungen. Gleichfalls am Kirchenweg liegt das Grüne Schloss (1977 nach dem Tod der letzten Geuder-Rabensteiner von einem Zahnarzt erworben). Am Oberen Markt liegt das Rote Schloss (im Besitz der Familie Geuder, Sitz des Geuder-Archivs). Auf dem Friedhof befindet sich ein 2018 eröffnetes Ehrenmal, entworfen von den Künstlern Hannes Arnold und Klaus-Dieter Eichler.

### Schulen
Heroldsberg hat eine Grundschule mit den Jahrgangsstufen 1 bis 4 in 16 Klassen und 365 Schülern (Schuljahr 2016/17). Im Jahr 2013 schloss die Heroldsberger Mittelschule.

### Freizeit- und Sportangebote
In Heroldsberg gibt es ein Freibad namens Schlossbad, das zwischen April und September geöffnet ist. Das Schlossbad gilt als zweitbestes Freibad Deutschlands.
Rund um Heroldsberg liegen ausgewiesene Rad-, Wander- und Nordic-Walking-Routen.
Im Gründlachtal gibt es einen Bewegungsparcours für alle Generationen.

### Vereine
Heroldsberg verfügt über eine Vielzahl von Vereinen. Darunter der 1. Tennisclub Heroldsberg e. V., Bayerischer Bauernverband OV Heroldsberg, Kulturfreunde Heroldsberg e. V., der Musikinstitut Heroldsberg e. V., Vier-Schlösser-Orchester Heroldsberg e. V., Kärwaboum Heroldsberg, Reitclub Nürnberg e. V., Turn- und Sportverein Heroldsberg e. V. und drei Freiwillige Feuerwehren.

### Regelmäßige Veranstaltungen
- Heroldsberger Straßenfest. Überregional beliebt, findet seit 1995 einmal jährlich entlang der gesamten Hauptstraße mit Musik und Aktionen der örtlichen Vereine, Unternehmen und Gastronomie statt.[51] Ab 2024 findet es alle zwei Jahre statt.[52]
- Heroldsberger Kirchweih
- Dressurgala Heroldsberg[53]

## Wirtschaft und Infrastruktur

### Individualverkehr
Heroldsberg wird von der Bundesstraße 2 tangiert, die nach Eschenau (4,5 nordöstlich) bzw. zur Anschlussstelle 85 der Bundesautobahn 3 (4 km südwestlich) und weiter nach Ziegelstein (6,5 km südwestlich) führt. Die Staatsstraße 2243 verläuft zur B 2 (0,75 km nordöstlich) bzw. nach Kalchreuth (2,5 km nordwestlich). Eine Gemeindeverbindungsstraße verläuft zur Hundsmühle (0,75 km westlich) bzw. zur B 2 (1 km östlich), eine weitere verläuft nach Stettenberg (1 km nordwestlich).
Seit 1. November 2020 bietet die Gemeinde für den Berufsverkehr ein kommunales Mitfahrportal unter dem Namen PENDLA an.
Öffentliche Ladestationen mit IEC-62196-Typ-2-Anschlüssen für Elektroautos befinden sich am Rathaus und am Festplatz. Sie werden vom Nürnberger städtischen Energieversorger N-ERGIE betrieben.

### Bahnverkehr
Heroldsberg liegt an der Gräfenbergbahn, die die Städte Nürnberg und Gräfenberg verbindet. Auf dem Gemeindegebiet liegen insgesamt drei Haltestellen: der Bahnhof Heroldsberg sowie die Haltepunkte Heroldsberg Nord und Großgeschaidt. Der Haltepunkt Heroldsberg Nord wurde 2002 errichtet und dient der Anbindung der Konzernzentrale von Schwan-Stabilo.

### Busverkehr
Die VGN-Regionalbuslinie 210 verbindet werktäglich Heroldsberg mit Erlangen.
Die VGN Regionalbuslinie 212 verbindet ergänzend zur Gräfenbergbahn (R21) den Nürnberger Nordostbahnhof über Heroldsberg mit Gräfenberg morgens und nachts an Wochenenden.

### Wirtschaft
Im Jahr 2022 erzielte Heroldsberg Einnahmen aus der Gewerbesteuer in Höhe von 5,44 Millionen Euro. Mit einem Gewerbesteuerhebesatz von 350 % liegt die Gemeinde unter dem durchschnittlichen Gewerbesteuerhebesatz Deutschlands. Dieser beträgt 407 % (Stand: 2023).

### Unternehmen
Heroldsberg war lange Zeit Stammwerk der Vereinigten Papierwerke, in welchem Hygieneartikel (Marke Tempo) produziert wurden. Am Werk waren in Hochphasen rund 2.000 Menschen beschäftigt. In den 80er Jahren begann eine schrittweise Verlagerung der Produktion. 1993 schloss das Werk endgültig.
Seit 1995 hat der Konzern Schwan-STABILO seinen Firmensitz in Heroldsberg. Die Unternehmensgruppe hat weltweit über 5.100 Mitarbeiter und am Standort Heroldsberg 1.400 Beschäftigte. Auf dem 60.000 Quadratmeter großen Firmengelände befinden sich das Verwaltungsgebäude der Firmengruppe, Fertigungsstätten für den Kosmetik-Bereich, ein Betriebskindergarten und das STABILO-Markengebäude Cube.
Im Jahr 2004 verlegte mit der Kommunikationsagentur FLAD & FLAD Communication (diese gehört mittlerweile zur Equita/Quandt gruppe) ein weiterer großer Arbeitgeber in der Region seinen Firmensitz in den Gemeindeteil Großgeschaidt.
Im November 2020 verlegte die Webmasters Fernakademie ihren Firmensitz von Nürnberg nach Heroldsberg.

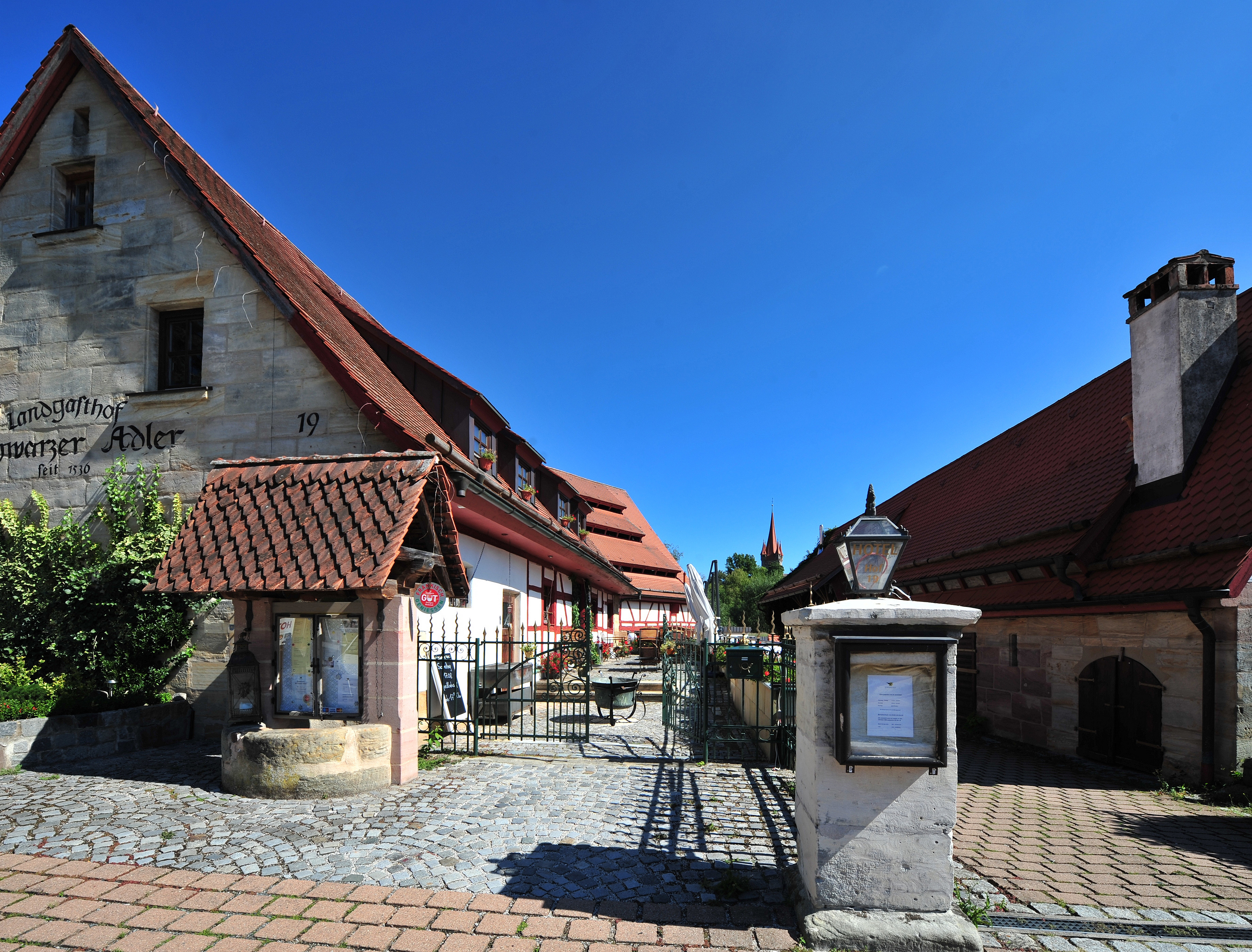
Ehemaliges Landgasthaus Schwarzer Adler von 1536

### Forschungseinrichtungen
Das Institut für Biomedizinische und Pharmazeutische Forschung des Pharmakologen Fritz Sörgel hat seinen Sitz in Heroldsberg.
2013 wurde das Schreibmotorik Institut gegründet. Es widmet sich der Forschung der Bewegungsabläufe beim Schreiben und ist auf dem Firmengelände von Schwan-Stabilo angesiedelt.

### Medien
In Heroldsberg erscheint wöchentlich seit 1992 das wochenblatt. Es wird mittwochs kostenlos an alle Haushalte verteilt und berichtet redaktionell aus dem Gemeindeleben, von den Vereinen, Verbänden, Kirchen und kommunalen Einrichtungen. Die Auflage beträgt 17.000 Exemplare. Verbreitungsgebiet ist Eckental, Heroldsberg, Kalchreuth und Igensdorf. Der herausgebende Verlag (NOVUM Verlag) befindet sich im Eckentaler Gemeindeteil Brand.
Ergänzt wird das wochenblatt durch das Online-Portal wochenklick.de.

## Persönlichkeiten
- Karl Borromäus Glock (1905–1985), Verleger und Schriftsteller, Besitzer des „Gelben Schlosses“